# Gornje Ravno
Gornje Ravno je naseljeno mjesto u općini Kupres, Federacija Bosne i Hercegovine, BiH.

## Stanovništvo

### 1991.
Nacionalni sastav stanovništva 1991. godine, bio je sljedeći:
ukupno: 235
- Srbi - 233
- Hrvati - 1
- ostali, neopredijeljeni i nepoznato - 1

### 2013.
Nacionalni sastav stanovništva 2013. godine, bio je sljedeći:
ukupno: 27
- Srbi - 27

## Vanjske poveznice
- maplandia.com: Gornje Ravno